# Ignacio Piatti
Ignacio Alberto „Nacho” Piatti (ur. 4 lutego 1985 w General Baldissera) – argentyński piłkarz pochodzenia włoskiego występujący na pozycji skrzydłowego lub ofensywnego pomocnika.